# René-Jean-Louis Desvernay
René-Jean-Louis Desvernay , né le 1er septembre 1750 à Saint-Symphorien-de-Lay et mort le 1er avril 1819 à Villefranche, fut curé de Notre-Dame-des-Marais (Villefranche-sur-Saône) et député du clergé de la Sénéchaussée de Villefranche dans le Rhône aux États généraux de 1789.

## Biographie
Dans la nuit du 4 août 1789, il déclara son intention de remettre les bénéfices et privilèges dont il jouissait et proposa de s'en tenir à sa cure.

## Titres et fonctions
- Curé de Notre-Dame-des-Marais.
- Député du clergé de la Sénéchaussée de Villefranche.
- Docteur de la Maison et de la Société de la Sorbonne.